# Tata Brown
José Luis Brown (Ranchos, Buenos Aires, 10 de noviembre de 1956-La Plata, 12 de agosto de 2019), conocido como Tata Brown, fue un futbolista y entrenador argentino que jugaba como defensa central. Se destacó al anotar un gol y terminar con un hombro dislocado —rehusándose a ser remplazado— en la final ante Alemania en México 1986. 
Debutó como director técnico en Los Andes en el año 2000, también pasó por el Blooming de Bolivia, después de dos años volvió a su país natal para dirigir All Boys, posterior a este club dirigió Atlético de Rafaela y Ferro Carril Oeste. Su último club como entrenador fue Aldosivi en 2009. En 2010 se sumó al cuerpo técnico de Sergio "Checho" Batista donde lo acompañó hasta el 2017.

## Carrera deportiva
Comenzó su carrera en las divisiones inferiores de Estudiantes de La Plata, debutando en el primer equipo en 1975. Con este club consiguió los torneos Metropolitano de 1982 y el Nacional de 1983, siendo además el capitán del equipo. Tras jugar ocho temporadas para Estudiantes, finalmente decide pasar al Club Atlético Nacional en 1983. En Colombia juega hasta 1984. Regresa a Argentina al Boca Juniors en 1985, y luego pasa al Deportivo Español en 1986, antes de trasladarse a Europa. Se traslada a Francia para jugar con el Stade Brestois en 1987; decide jugar en el Real Murcia de España en 1989. Durante 1989 y 1990 jugó para Racing Club, en la Primera División Argentina.

## Selección nacional
Brown llegó a disputar 36 partidos con la Selección Argentina. Fue integrante del plantel ganador de la Copa Mundial de Fútbol de 1986 en México, junto a jugadores como Maradona, Valdano, Burruchaga, entre otros, y el segundo jugador en salir campeón del mundo siendo jugador libre (Deportivo Español lo dejó sin contrato antes de la competición). También convirtió uno de los goles con los que Argentina ganaría la final, frente a Alemania Federal, por 3:2, partido que el Tata jugó con una luxación escápulo-humeral que se produjo en medio el encuentro.

### Participaciones en Copas del Mundo
| Mundial                        | Sede   | Resultado | PJ | Goles |
| ------------------------------ | ------ | --------- | -- | ----- |
| Copa Mundial de Fútbol de 1986 | México | Campeón   | 7  | 1     |

## Fallecimiento
Brown falleció el 12 de agosto de 2019, en La Plata, a la edad de 62 años, debido a la enfermedad de Alzheimer.

## Clubes

### Como jugador
| Club                    | País      | Año       |
| ----------------------- | --------- | --------- |
| Estudiantes de La Plata | Argentina | 1975-1983 |
| Atlético Nacional       | Colombia  | 1983-1984 |
| Boca Juniors            | Argentina | 1984-1985 |
| Deportivo Español       | Argentina | 1986      |
| Stade Brest 29          | Francia   | 1986-1987 |
| Real Murcia             | España    | 1987-1988 |
| Racing Club             | Argentina | 1989-1990 |

### Como ayudante de campo
| Club                    | País      | Año       | Entrenador              |
| ----------------------- | --------- | --------- | ----------------------- |
| Boca Juniors            | Argentina | 1996      | Carlos Salvador Bilardo |
| Estudiantes de La Plata | Argentina | 1998-1999 | Patricio Hernández      |
| Estudiantes de La Plata | Argentina | 2003-2004 | Carlos Salvador Bilardo |
| Argentina sub-23        | Argentina | 2008      | Sergio Batista          |
| Argentina               | Argentina | 2008-2010 | Diego Maradona          |
| Argentina               | Argentina | 2011      | Sergio Batista          |

### Como entrenador
| Club                | País      | Año       |
| ------------------- | --------- | --------- |
| Los Andes           | Argentina | 2000-2001 |
| Blooming            | Bolivia   | 2002-2003 |
| Almagro             | Argentina | 2003      |
| All Boys            | Argentina | 2004      |
| Almagro             | Argentina | 2005      |
| Atlético de Rafaela | Argentina | 2005-2007 |
| Ferro Carril Oeste  | Argentina | 2007-2008 |
| Aldosivi            | Argentina | 2009      |
| Argentina sub-17    | Argentina | 2009      |
| Ferro Carril Oeste  | Argentina | 2013      |

## Palmarés

### Como jugador

#### Campeonatos nacionales
| Título                         | Club                    | Año    |
| ------------------------------ | ----------------------- | ------ |
| Campeonato de Primera División | Estudiantes de La Plata | 1982   |
| Campeonato de Primera División | Estudiantes de La Plata | N-1983 |

#### Campeonatos internacionales
| Título                  | Selección | Sede      | Año  |
| ----------------------- | --------- | --------- | ---- |
| Copa Mundial de la FIFA | Argentina | México DF | 1986 |

### Como asistente técnico

#### Campeonatos internacionales
| Título           | Selección          | Sede  | Año  |
| ---------------- | ------------------ | ----- | ---- |
| Juegos Olímpicos | Argentina Olímpica | Pekín | 2008 |